# Oreoschimperella aberdarensis
Oreoschimperella aberdarensis là một loài thực vật có hoa trong họ Hoa tán. Loài này được (Norman) Rauschert mô tả khoa học đầu tiên năm 1982.